# Shuttarna I
Shuttarna I o Šuttarna va ser el segon rei de Mitanni. Va succeir el seu pare Kirta, mític fundador del regne. Va regnar cap al final del segle xvi aC. El va succeir Barattarna, la relació familiar amb el qual no és coneguda.